# Praktica LTL2

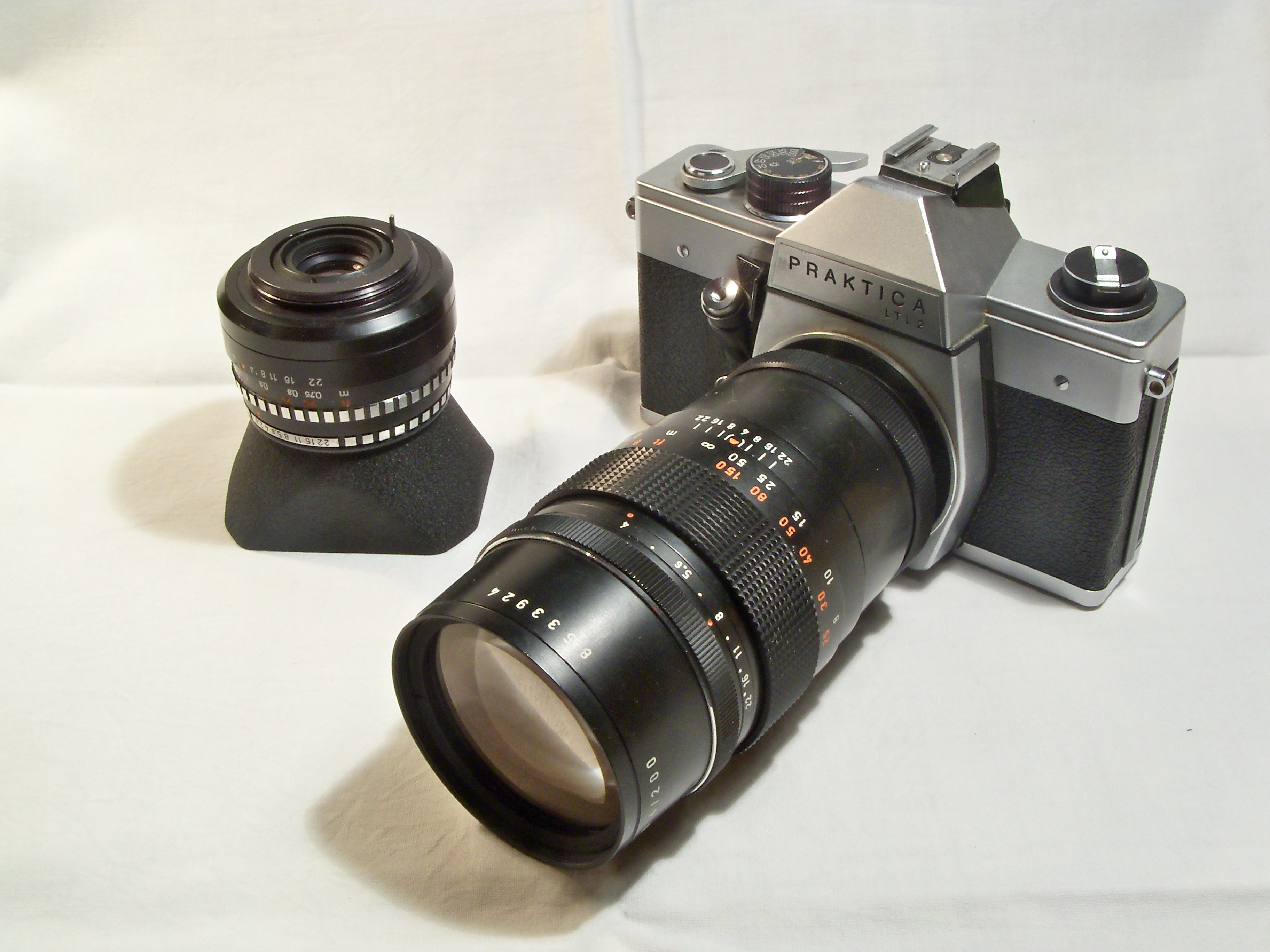
Praktica LTL 2 mit angeschraubtem Teleobjektiv

Die Praktica LTL 2 ist eine einäugige Spiegelreflexkamera des Kameraherstellers VEB Pentacon Dresden und wurde von August 1975 bis Oktober 1978 in einer Stückzahl von etwas mehr als 15.000 Einheiten hergestellt.

## Allgemeines

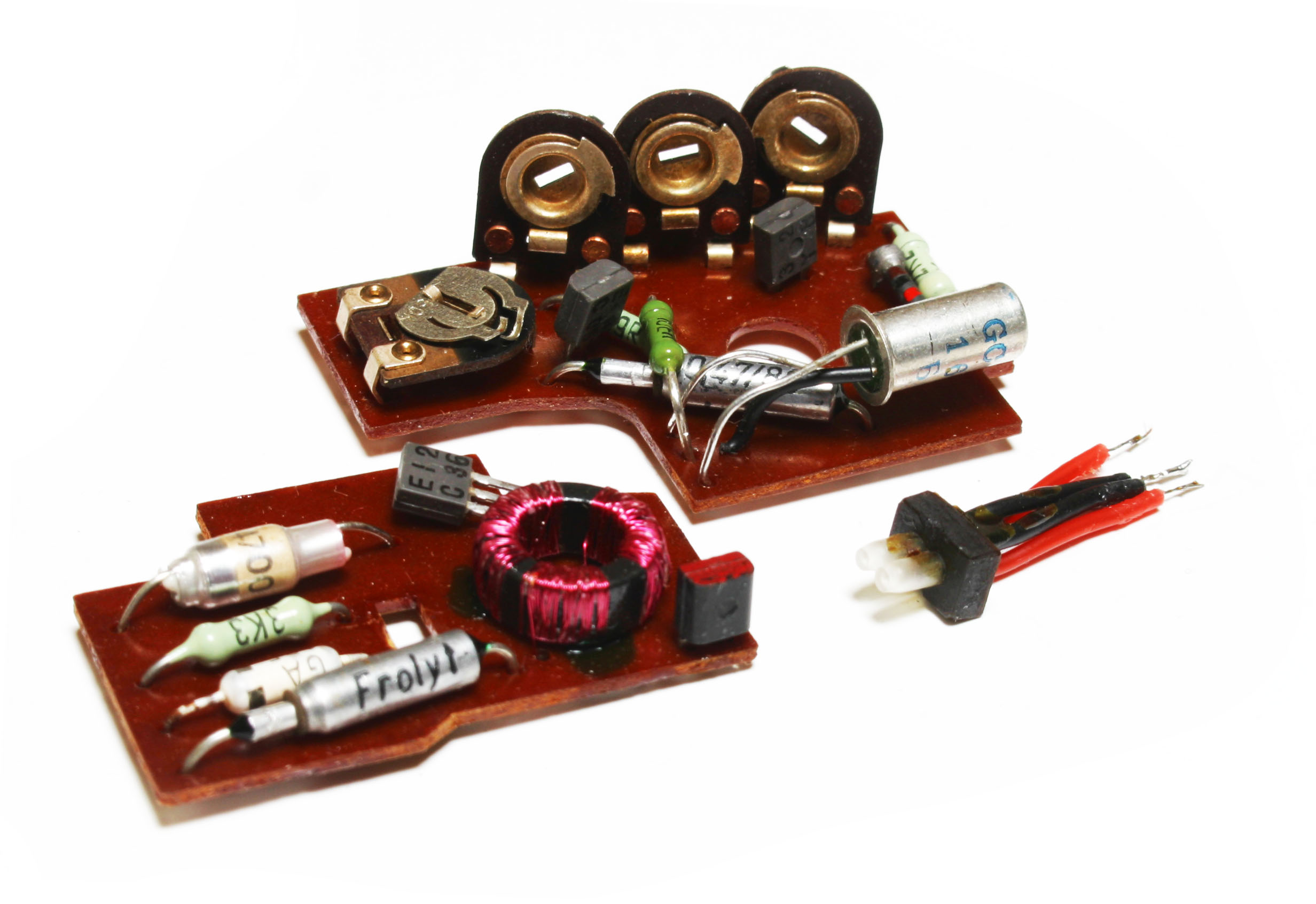
Messschaltung der Praktica LTL2, zwei Silizium- und ein Germaniumtransitor, Anzeige durch Miniaturglühlampen.

Als Nachfolgemodell der Praktica LTL verfügt sie wie diese über eine Innenlichtmessung bei Arbeitsblende. Um aber auf das mechanisch aufwendige und stoßempfindliche Drehspulinstrument verzichten zu können, erhielt die LTL 2 einen elektronischen Belichtungsabgleich anstelle der bisherigen Meßnadel.
Zu diesem Zweck befinden sich im Sucher zwei grüne Leuchtfelder, die bei Betätigung der Meßtaste sichtbar werden. Das untere Leuchtfeld dient dabei als Referenzfeld mit konstanter Leuchtdichte. Die Leuchtdichte des oberen Leuchtfeldes ist dagegen veränderlich und wird durch die jeweilige Einstellung der Belichtungszeit bzw. der Blendenöffnung beeinflusst. Der richtige Belichtungsabgleich ist erreicht, sobald beide Leuchtfelder dieselbe Leuchtdichte aufweisen (also "gleich hell" sind). Zum Betreiben dieser Innenlichtmessung ist eine Batterie vom Typ PX 21 mit 4,5 V oder alternativ drei Einzelzellen LR 50 zu je 1,5 V vonnöten.
Diese Form der Belichtungsmessung durch Helligkeitsabgleich zweier Leuchtfelder hat sich später als nicht übermäßig praktikabel herausgestellt, da sich eine kontinuierliche Leuchtdichteänderung nicht besonders gut als Einstellkriterium für das menschliche Auge eignet. Daraus sind vermutlich die geringen Stückzahlen dieser Variante der Praktica L-Reihe zu erklären. Auch war die elektronische Umsetzung mit Einzeltransistoren, Miniaturglühlämpchen und starren Leiterplatten nicht mehr auf dem technischen Stand des internationalen Kamerabaus. Das Prinzip des Belichtungsabgleichs per Leuchtsignale wurde daher später bei der Praktica DTL 3 wieder aufgegriffen, die quasi als Nachfolgemodell angesehen werden kann und die mit ihrer flexiblen Leiterplatte und der LED-Anzeige deutlich zeitgemäßer ausgeführt war. Außerdem wurde bei dieser Kamera die kontinuierliche Leuchtdichteänderung der Anzeigefelder durch "springende" Umschaltung ersetzt, die den Belichtungsabgleich wesentlich benutzerfreundlicher machte.

## Ausstattung
- Stahllamellenverschluss mit Belichtungszeiten zwischen 1/1000 s und 1 s. Darüber hinaus eine B-Einstellung für beliebige Belichtungsdauer und Blitz-Einstellung (ca. 1/125 s).
- Optischer Sucher mit Pentaprisma[1] zur manuellen Fokussierung
- Anschluss für Systemblitz
- Objektivanschluss M42x1[1]
- Mechanischer Zeitauslöser mit einer Auslöseverzögerung von 10 Sekunden
- Innenlichtmessung mit Leuchtfeldanzeige
- Stativanschluss
- Einstellbare DIN ASA Filmempfindlichkeit von 12 bis zu 1600
- Auslösesperre und Anzeige der Aufnahmebereitschaft im Sucher